# Резолюция Совета Безопасности ООН 1037
Резолюция Совета Безопасности Организации Объединённых Наций 1037 (код — S/RES/1037), принятая 15 января 1996 года, сославшись на предыдущие резолюции по Хорватии, включая резолюции 1023 (1995) и 1025 (1995), совет учредил Временный орган ООН для Восточной Славонии, Бараньи и Западной Сырмии (UNTAES) на первоначальный период в 12 месяцев.
Совет начал с подтверждения того, что Восточная Славония, Баранья и Западная Сырмия (известные как Восточный сектор) являются неотъемлемыми частями Хорватии и что уважение прав человека и основных свобод имеет важное значение. Было поддержано Основное соглашение, подписанное 12 ноября 1995 года между правительством Хорватии и местными сербами. После операции «Буря» резолюция призвала стороны «воздержаться от любых односторонних действий». Было важно, чтобы все страны бывшей Югославии признали друг друга.
Действуя в соответствии с Главой VII Устава ООН, было решено, что UNTAES будет действовать в трех регионах в течение первоначального периода в один год, имея как военный, так и гражданский компоненты. Генеральному секретарю Бутросу Бутросу-Гали было предложено назначить директора. Демилитаризация должна была быть завершена в течение 30 дней после развертывания военного компонента ВАООНВС. Через 14 дней после даты завершения демилитаризации должен был состояться обзор готовности сторон к выполнению Основного соглашения. Если Генеральный секретарь сообщит, что стороны не выполняют свои обязательства, он пересмотрит мандат ВАООНВС. Ему также было предложено до 15 декабря 1996 года представить Совету доклад о деятельности ВАООНВС и выполнении Основного соглашения.